# هاشم برنجیان

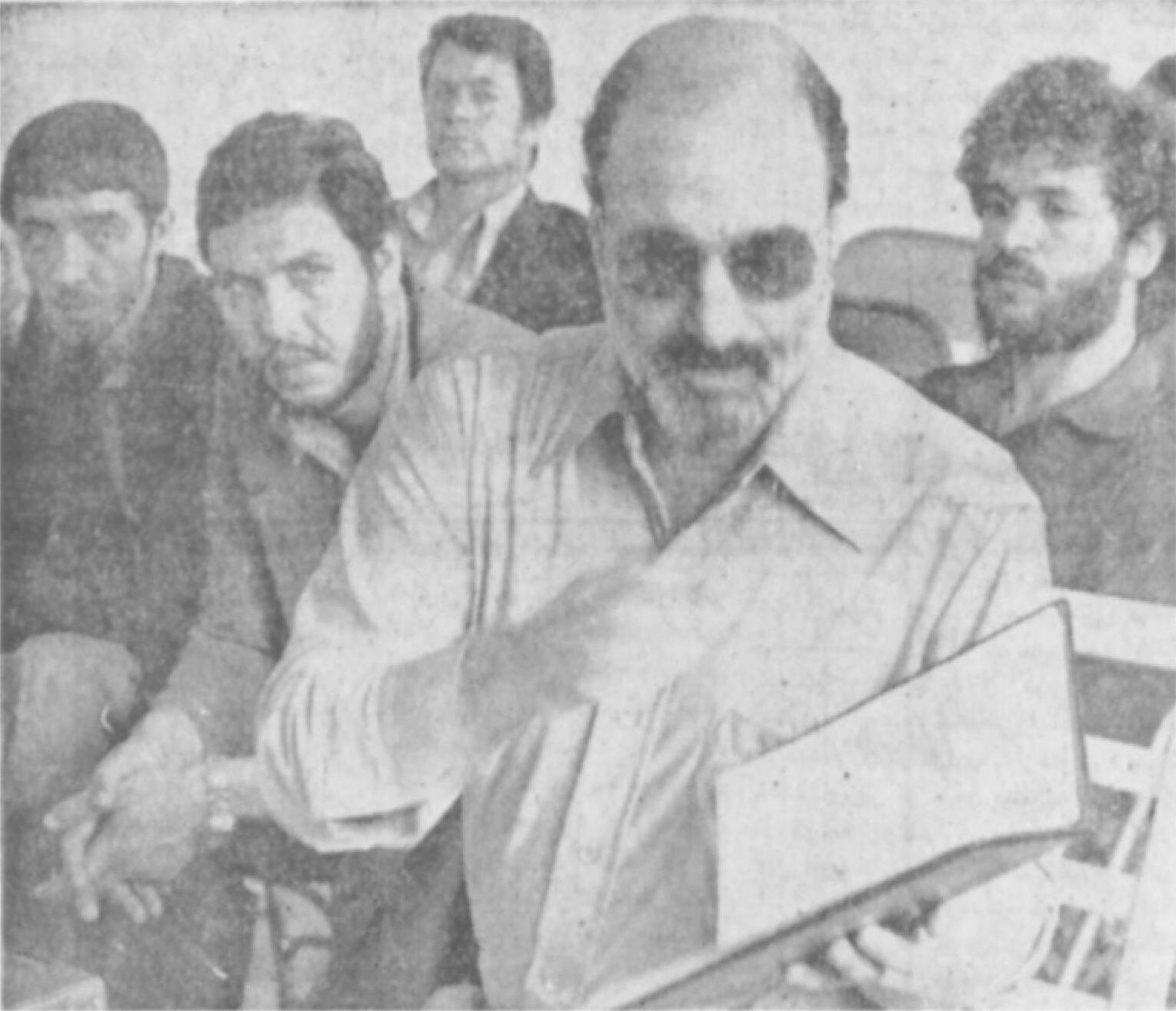
سپهبد هاشم برنجیان در دادگاه، روزنامهٔ اطلاعات ۲۵ فروردین ۱۳۵۸ (‏۱۴ آوریل ۱۹۷۹‏)

سپهبد هاشم برنجیان فرمانده ضداطلاعات و امنیت پرواز نیروی هوایی بود. او ۱۵ سال در این سمت فعالیت داشت. پس از انقلاب ۵۷ او دستگیر و پنج شنبه ۲۳ فروردین در دادگاه انقلاب به ریاست صادق خلخالی به اتهام جاسوسی، فساد مالی، شرکت در کودتای نظامی و همکاری با سازمان سیا محاکمه و در تاریخ ۲۴ فروردین ۱۳۵۸ اعدام شد.